# Orival (Seine-Maritime)
Orival ist eine französische Gemeinde mit 839 Einwohnern (Stand: 1. Januar 2022) im Département Seine-Maritime in der Region Normandie. Orival befindet sich im Arrondissement Rouen im Kanton Elbeuf. Die Einwohner werden Orivalais genannt.

## Geographie
Orival liegt etwa 15 Kilometer im südsüdwestlich von Rouen an der Seine. Umgeben wird Orival von den Nachbargemeinden Grand-Couronne im Norden, Oissel-sur-Seine im Osten, Cléon im Osten und Südosten, Saint-Aubin-lès-Elbeuf im Südosten, Elbeuf im Süden sowie La Londe im Nordwesten.

## Geschichte
1195 errichtete Richard Löwenherz hier eine Burg, die allerdings durch das Unvermögen seines Bruders Johann Ohneland verloren ging und bereits 1203 geschleift wurde.
| Bevölkerungsentwicklung | Bevölkerungsentwicklung | Bevölkerungsentwicklung | Bevölkerungsentwicklung | Bevölkerungsentwicklung | Bevölkerungsentwicklung | Bevölkerungsentwicklung | Bevölkerungsentwicklung | Bevölkerungsentwicklung |
| ----------------------- | ----------------------- | ----------------------- | ----------------------- | ----------------------- | ----------------------- | ----------------------- | ----------------------- | ----------------------- |
| Jahr                    | 1962                    | 1968                    | 1975                    | 1982                    | 1990                    | 1999                    | 2006                    | 2012                    |
| Einwohner               | 1228                    | 1164                    | 1132                    | 926                     | 1004                    | 1071                    | 970                     | 954                     |

## Sehenswürdigkeiten
- Kirche Saint-Georges, seit 1927 Monument historique
- Reste gallorömischer Tempel, seit 1922 Monument historique

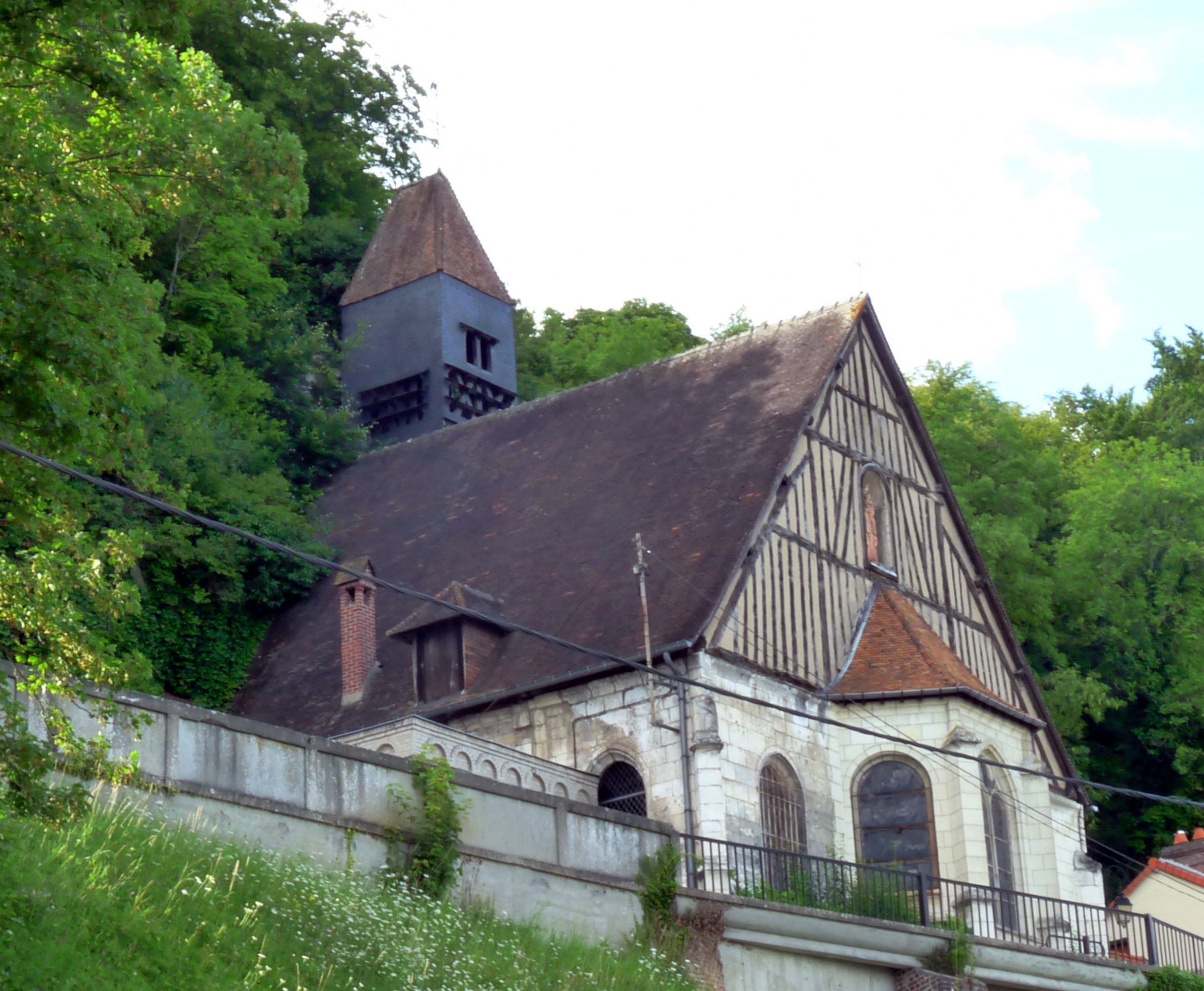
Kirche Saint-Georges

- Ruinen von Roche-Fouet